# Slanke agaathoren
De slanke agaathoren (Cochlicopa lubricella) is een slakkensoort uit de familie van de Cochlicopidae. De wetenschappelijke naam van de soort werd in 1838 voor het eerst geldig gepubliceerd door Carlo Porro.

## Kenmerken
De cilindrische, eivormige slakkenhuis is 4,0 tot 5,7 mm hoog en 1,8 tot 2,3 mm in breedte. Het heeft 5 licht gebogen windingen gescheiden door een platte naad. De top is relatief bot. De schelp is licht hoornkleurig en doorschijnend. Het oppervlak is mat glanzend. De mond is langwerpig-ovaal tot peervormig en spits naar boven. Hij is tot 2 mm hoog en heeft aan de binnenkant een heldere, lichte lip, die aan de buitenkant vaak door de schelp schijnt met een licht gelige of roodachtige tint. De buitenste lip is slechts licht verdikt.
Het zachte lichaam is lichtgrijs en zwak gepigmenteerd. Af en toe komen ook donkere dieren voor, of de schelpen kunnen ook albinoïde zijn. In het mannelijke deel van het voortplantingssysteem vertakt de zaadleider (vas deferens) zich vroeg van de eileider (spermakanaal). De zaadleider is licht kronkelig en gaat over in de lange epiphallus. Dit is aanzienlijk langer dan de penis. Bij de overgang penis/epihallus hechten de oprolspier en een lange, dunne appendix met een slanke knotsachtige verdikking aan het uiteinde zich vast. De vrije eileider is korter dan de lange vagina. De spermatheca is kort en de blaas relatief klein. Een zeer kort divertikel begint in de bovenste helft.

### Vergelijkbare soorten
De schelp van de slanke agaathoren is gemiddeld kleiner, slanker en meer cilindrisch van vorm dan de schelp van de glanzende agaathoren (C. lubrica). De windingen zijn minder gewelfd. Het oppervlak is vaak donkerder, doffer en minder glanzend. In individuele gevallen is het echter moeilijk om onderscheid te maken tussen de twee typen op basis van de behuizing. Tot nu toe zijn beide soorten slechts op enkele locaties samen aangetroffen; anders sluiten de verspreidingsgebieden elkaar uit, aangezien C. lubrica de voorkeur geeft aan nattere locaties. De schelpen van Cochlicopa nitens zijn op hun beurt aanzienlijk groter dan C. lubrica en kunnen daarom nauwelijks worden verward met C. lubricella.

## Verspreiding en leefgebied
De slanke agaathoren is over het algemeen zeldzaam en is tot nu toe alleen gevonden op enkele locaties in Zuid-Zweden, Denemarken (Seeland), Nederland, Duitsland, Zwitserland, Oostenrijk, Tsjechië, Slowakije, Polen, Hongarije, Bulgarije en Albanië. In het oosten strekt het verspreidingsgebied zich uit tot West-Azië. In Zwitserland stijgt hij tot 2800 meter, in Bulgarije is hij gedetecteerd op 1800 meter.
Deze soort leeft het liefst in matig vochtige weilanden, steenslag, op onbeschutte rotsen en kalkgrasland op kalkrijke ondergrond.